# Situgede (Karangpawitan)
Situgede is een bestuurslaag in het regentschap Garut van de provincie West-Java, Indonesië. Situgede telt 5417 inwoners (volkstelling 2010).